# Саразм
Сара́зм — енеолітичне городище у верхів'ях Зеравшану, на лівому (південному) березі цієї притоки Амурдар'ї. Загальна площа: не менш як 10 га. Датування знахідок: IV—ІІ тис. до н. е. Антропологічний тип населення: європеоїдний з подовженим черепом. Заняття: землеробство (вирощували ячмінь-однозернянку), видобуток металів (назва річки Зеравшан перекладається «золотоносна»), мисливство, рибальство, ремесла.
Місце знаходження: 15 км на захід від сучасного м. Пенджикент, Республіка Таджикистан.
Відкрите завдяки знахідкам місцевими жителями окремих предметів при сільськогосподарському освоєнні земель у 1970-ті рр. Експедиція Абдулоджона Ісакова протягом 1977—1985 вивчила площу 3000 м² «житлового масиву», який складають п'ять багатокімнатних осель з господарськими прибудовами, велике зерносховище, некрополь та культова споруда з вівтарями, щедро оздоблена розписами, споруда з двох концентричних кіл (також сакральна?). Будівельний матеріал: цегла-сирець та камінь. Знайдено велику кількість кераміки, прикрас, предметів з дерева, бронзи, каменя.
Одночасно зі значними торгівельними зв'язками (південь Туркменістану, Белуджистан, Месопотамія, Елам), дослідження виявили, що поселенці, завдяки ремеслам, повністю забезпечували себе предметами побуту, зброєю, знаряддями праці. Знайдені гончарні кола та двокамерні печі, досконалі горни та ливарські форми тощо.

## Унікальність знахідки
Землеробство в Середній Азії зароджувалось у передгір'ях Копетдагу в VI тис. до н. е. Однак, сучасна Саразму північна межа землеробських поселень лежить на віддалі в сотню кілометрів південніше городища. Таким чином, Саразм виглядає загадковим форпостом землеробів, оточеним кочовими племенами. Можливим поясненням цього феномену може бути видобуток золота і срібла в долині Зеравшану, яке експортувалось у Західну Індію, Белуджистан, на Близький Схід.
Саразмійці за ознаками матеріальної культури близькі до населення північної Месопотамії (творців халафської культури), а в пізній період існування городища — до населення Белуджистану. Це являє собою іншу загадку Саразму, адже відстань між цими місцевостями — тисяча кілометрів. Доктор історичних наук Г. Кошеленко загострює на цьому увагу в огляді «В чем феномен Саразма?»:
|  | Суть відкриття не у тому, що знайдено, а в тому де знайдено. |

Назва Саразм походить від давнього таджицького слова «саризамин» — начало землі.

## Духовна культура поселенців
Знахідки показали, що саразмійці, скоріше за все, вклонялися вогню. Глиняні дископодібні вогнища-вівтарі були в кожній оселі, а у храмі, крім подібних їм кільцевих, знайдені квадратні вогнища-жертівники. Цікаво, що домашні вівтарі існували у трипільців — сучасників Саразму.
Розкоп на місці поховань відкрив цікаву деталь щодо ролі жінок у саразмійському суспільстві: в центрі некрополя знайдено поховання трьох осіб, яке вкривала тканина розшита бісером (лазурит, бірюза, сердолік). Середньою в могилі була жінка (близько 20-ти років), Її одяг також розшитий бісером, руки прикрашали масивні браслети з морських черепашок, поруч знаходились предмети побуту та прикраси. Чоловік та дівчинка, що лежали зліва та справа від жінки, не мали поруч жодних поховальних предметів. А. Ісаков вважав, що знайдене ним центральне поховання належить голові землеробського племені.